# Síndic general
El síndic general, també conegut com a síndic general de les Valls d'Andorra és el president del Consell General d'Andorra. El càrrec de síndic general va ser creat arran de la creació del Consell de la Terra l'any 1419, antecessor al Consell General.
Durant gran part de la història d'Andorra, el càrrec de síndic general referia al cap del poder legislatiu i al cap del poder executiu conjuntament, ja que realitzava també funcions executives. En l'actualitat fa les funcions de cap del poder legislatiu andorrà (Consell General d'Andorra).

## Llista
| Nom                                                  | Nom                                                       | Retrat | Naixement i mort                                                                            | Inici de mandat        | Fi de mandat                               | Partit                           |
| ---------------------------------------------------- | --------------------------------------------------------- | ------ | ------------------------------------------------------------------------------------------- | ---------------------- | ------------------------------------------ | -------------------------------- |
|                                                      | Andreu de Alas                                            |        | ??? – ???                                                                                   | 1419                   | Data desconeguda                           | Independent                      |
|                                                      | Arnau Dellas                                              |        | ??? – ???                                                                                   | 1432                   | Data desconeguda                           | Independent                      |
|                                                      | Ignasi Moles                                              |        | ??? – ???                                                                                   | 1794                   | Data desconeguda                           | Independent                      |
|                                                      | Josep Picart                                              |        | ??? – ???                                                                                   | 1841                   | 1847 (6 anys, 0 dies)                      | Independent                      |
|                                                      | Bonaventura Riba                                          |        | ??? – ???                                                                                   | 1847                   | 1858 (11 anys, 0 dies)                     | Independent                      |
|                                                      | Guillem Gil i Areny                                       |        | ??? – ???                                                                                   | 1858                   | 1861 (3 anys, 0 dies)                      | Independent                      |
|                                                      | Francesc Duran i Maestre                                  |        | ??? – ???                                                                                   | 1861                   | 1865 (4 anys, 0 dies)                      | Independent                      |
|                                                      | Joaquim de Riba i Cassany                                 |        | ??? – ???                                                                                   | 1865                   | 1866 (1 any, 0 dies)                       | Independent                      |
|                                                      | Guillem d'Areny-Plandolit III baró de Senaller i Gramenet |        | 19 de febrer de 1882 La Seu d'Urgell, Catalunya – 23 de febrer Tolosa de Llenguadoc, França | 28 de maig de 1866     | 2 de desembre de 1867 (1 any, 188 dies)    | Independent                      |
|                                                      | Nicolau Duedra                                            |        | Canillo – ???                                                                               | 1868                   | 1875 (7 anys, 0 dies)                      | Independent                      |
|                                                      | Guillem Mora                                              |        | ??? – ???                                                                                   | 1875                   | 1878 (3 anys, 0 dies)                      | Independent                      |
|                                                      | Bonaventura Moles i Maestre                               |        | 1852 Andorra la Vella – 1934 Andorra la Vella                                               | 1878                   | 1880 (2 anys, 0 dies)                      | Independent                      |
|                                                      | Joan Pla Calvo                                            |        | ??? – ???                                                                                   | 1880                   | 1881 (1 any, 0 dies)                       | Independent                      |
|                                                      | Josep Palmitjavila                                        |        | ??? – ???                                                                                   | 1881                   | 1881 (0 anys, 0 dies)                      | Independent                      |
|                                                      | Francesc Duran i Maestre                                  |        | ??? – ???                                                                                   | 1881                   | 1883 (2 anys, 334 dies)                    | Independent                      |
|                                                      | Josep Palmitjavila                                        |        | ??? – ???                                                                                   | 1884                   | 1885 (1 any, 334 dies)                     | Independent                      |
|                                                      | Francesc Duran i Maestre                                  |        | ??? – ???                                                                                   | 1886                   | 1886 (0 anys, 0 dies)                      | Independent                      |
|                                                      | Francesc Maestre                                          |        | ??? – ???                                                                                   | 1886                   | 1888 (1 any, 334 dies)                     | Independent                      |
|                                                      | Antoni Moles                                              |        | Encamp – ???                                                                                | 1888                   | 1897 (9 anys, 365 dies)                    | Independent                      |
|                                                      | Bonaventura Maestre i Moles                               |        | ??? – ???                                                                                   | 1893                   | 1898 (5 anys, 0 dies)                      | Independent                      |
|                                                      | Josep Calva                                               |        | 1854 Les Escaldes – ???                                                                     | 1898                   | 1901 (3 anys, 365 dies)                    | Independent                      |
|                                                      | Bonaventura Maestre i Moles                               |        | ??? – ???                                                                                   | 1902                   | 1905 (3 anys, 334 dies)                    | Independent                      |
|                                                      | Pere Moles                                                |        | ??? – ???                                                                                   | 1906                   | 1911 (5 anys, 334 dies)                    | Independent                      |
|                                                      | Bonaventura Maestre i Moles                               |        | ??? – ???                                                                                   | 1911                   | 1912 (1 any, 0 dies)                       | Independent                      |
|                                                      | Bonaventura Moles i Maestre                               |        | 1852 Andorra la Vella – 1934 Andorra la Vella                                               | 1912                   | 1915 (3 anys, 0 dies)                      | Independent                      |
|                                                      | Pere Font i Altamir                                       |        | ??? – ???                                                                                   | 1915                   | 1917 (2 anys, 365 dies)                    | Independent                      |
|                                                      | Josep Vilanova i Cebrià                                   |        | ??? – ???                                                                                   | 1918                   | 1920 (2 anys, 0 dies)                      | Independent                      |
|                                                      | Josep Grepa                                               |        | ??? – ???                                                                                   | 1920                   | 1920 (0 anys, 0 dies)                      | Independent                      |
|                                                      | Bonaventura Villarubia                                    |        | ??? – ???                                                                                   | 1920                   | 1923 (3 anys, 0 dies)                      | Independent                      |
|                                                      | Pere Font i Altamir                                       |        | ??? – ???                                                                                   | 1924                   | 1927 (3 anys, 0 dies)                      | Independent                      |
|                                                      | Roc Pallarès i Rossell                                    |        | ??? – ???                                                                                   | 1928                   | 18 de setembre de 1933 (5 anys, 292 dies)  | Independent                      |
|                                                      | Pere Torres i Riba                                        |        | ??? – ???                                                                                   | 18 de setembre de 1933 | 1936 (0 anys, 103 dies)                    | Independent                      |
|                                                      | Francesc Molné i Rogé                                     |        | 1883 Sisquet - 1980                                                                         | 1936                   | 1937 (0 anys, 177 dies)                    | Independent                      |
|                                                      | Francesc Cairat i Freixes                                 |        | 3 d'abril de 1880 Sant Julià de Lòria – 19 de desembre de 1968 Sant Julià de Lòria          | 1937                   | 31 de desembre de 1960 (23 anys, 397 dies) | Independent                      |
|                                                      | Julià Reig Ribó                                           |        | 5 de desembre de 1911 Sant Julià de Lòria - 2 de gener de 1996 Sant Julià de Lòria          | 31 de desembre de 1960 | 31 de desembre de 1966 (6 anys, 0 dies)    | Independent                      |
|                                                      | Francesc Escudé i Ferrero                                 |        | La Seu d'Urgell -                                                                           | desembre de 1966       | desembre de 1972 (6 anys, 0 dies)          | Independent                      |
|                                                      | Julià Reig Ribó                                           |        | 5 de desembre de 1911 Sant Julià de Lòria - 2 de gener de 1996 Sant Julià de Lòria          | desembre de 1972       | 29 de desembre de 1978 (6 anys, 29 dies)   | Independent                      |
|                                                      | Estanislau Sangrà i Font                                  |        | ??? – ???                                                                                   | 29 de desembre de 1978 | 4 de gener de 1982 (3 anys, 6 dies)        | Independent                      |
| Creació del càrrec de Cap de Govern d'Andorra (1982) |                                                           |        |                                                                                             |                        |                                            |                                  |
|                                                      | Francesc Cerqueda i Pascuet                               |        | ??? – ???                                                                                   | 4 de gener de 1982     | 12 de gener de 1990 (8 anys, 281 dies)     | Unió Liberal                     |
|                                                      | Josep Maria Beal i Benedico                               |        | ??? – ???                                                                                   | 12 de gener de 1990    | 15 de febrer de 1991 (1 any, 34 dies)      | Agrupament Nacional Democràtic   |
|                                                      | Albert Gelabert                                           |        | ??? – ???                                                                                   | 15 de febrer de 1991   | 12 d'abril de 1992 (1 any, 57 dies)        | Unió Liberal                     |
| Règim democràtic (1993)                              |                                                           |        |                                                                                             |                        |                                            |                                  |
|                                                      | Jordi Farràs i Forné                                      |        | ??? – ???                                                                                   | 12 d'abril de 1992     | 19 de gener de 1994 (1 any, 282 dies)      | Agrupament Nacional Democràtic   |
|                                                      | Josep Dallerès Codina                                     |        | 1949 Vilafranca del Penedès, Catalunya                                                      | 19 de gener de 1994    | 10 de març de 1997 (3 anys, 50 dies)       | Agrupament Nacional Democràtic   |
|                                                      | Francesc Areny i Casal                                    |        | ??? – ???                                                                                   | 10 de març de 1997     | 17 de maig de 2005 (8 anys, 68 dies)       | Partit Liberal d'Andorra         |
|                                                      | Joan Gabriel i Estany                                     |        | 28 de novembre de 1963                                                                      | 17 de maig de 2005     | 19 de maig de 2009 (4 anys, 2 dies)        | Partit Liberal d'Andorra         |
|                                                      | Josep Dallerès Codina                                     |        | 1949 Vilafranca del Penedès, Catalunya                                                      | 19 de maig de 2009     | 28 d'abril de 2011 (1 any, 344 dies)       | Partit Socialdemòcrata d'Andorra |
|                                                      | Vicenç Mateu Zamora                                       |        | 3 de desembre de 1961 Escaldes-Engordany                                                    | 28 d'abril de 2011     | 2 de maig de 2019 (8 anys, 4 dies)         | Demòcrates per Andorra           |
|                                                      | Roser Suñé Pascuet                                        |        | 26 d'agost de 1960 Andorra la Vella                                                         | 2 de maig de 2019      | 26 d'abril de 2023 (3 anys, 359 dies)      | Demòcrates per Andorra           |
|                                                      | Carles Enseñat Reig                                       |        | 20 de febrer de 1985 Encamp                                                                 | 26 d'abril de 2023     | Actualitat (1 any, 323 dies)               | Demòcrates per Andorra           |